# رضا ولایی
رضا ولایی مشتهر به ابوسعید آملی (زادهٔ ۱۳۰۶ - درگذشتهٔ ۱۳۹۳)، از عارفان معاصر و شاگردان خاص و قدیمی حسن حسن‌زاده آملی بود که از طرف وی خواجه ابوسعید ولایی یا آملی لقب گرفته و اشاره به وی گفته بود: «ایشان ابوسعید زمان ما هستند». حسن‌زاده آملی بعد از القای عنوان فص حکمة عصمتیه بر ولایی مصمم بر تألیف کتاب فص حکمة عصمتیه فی کلمة فاطمیه شد. حسن‌زاده آملی مجموعه ابیات طبری (مازندرانی) خویش را به خواجه ابوسعید آملی تقدیم کرده‌است.
ولایی پیشتر در تهران به محضر سید محمدحسین حسینی طهرانی (علامه طهرانی) رسیده و سپس به خدمت علامه حسن‌زاده نائل گردید.
وی در ایام رمضان ۲۱ تیرماه ۱۳۹۳ درگذشت. حسن‌زاده بر جنازهٔ وی نماز گزارد و در جوار امامزاده ابراهیم شهرستان آمل به خاک سپرده شد. علی لاریجانی رئیس مجلس شورای اسلامی و جمعی از مسئولین لشگری و کشوری در تشییع وی شرکت کردند. وی وصیت کرده بود که پس از مرگش مراسم ختم برگزار نشود و کسی لباس عزا نپوشد و تسلیت نگوید.

## خانواده
شیخ حبیب‌الله ولایی از عالمان بزرگ آمل پدر وی بود. برادران وی حاج روح‌الله ولایی (از بزرگان شهرستان گنبد کاووس)، دکتر منوچهر ولایی و دکتر احمد ولایی هستند.